# NGC 5935
NGC 5935 é uma galáxia espiral (S?) localizada na direcção da constelação de Boötes. Possui uma declinação de +42° 56' 41" e uma ascensão recta de 15 horas, 28 minutos e 16,6 segundos.
A galáxia NGC 5935 foi descoberta em 12 de Junho de 1880 por Édouard Jean-Marie Stephan.